# Piotr Lésxenko
Piotr Konstantínovitx Lésxenko (1898-1954) va ser un cantant de música lleugera en el període d'entreguerres. Va cantar gairebé exclusivament en rus. El nom s'escriu rus: Пётр Константи́нович Ле́щенко i en romanès: Petre Leșcenco.
Va prendre la nacionalitat romanesa després de l'annexió de Bessaràbia per Romania el 1918. Va ser conegut pels seus tangos, pels quals va rebre el sobrenom de «rei del tango rus», però també va cantar nombroses cançons populars de Rússia. Va fer nombroses gires a l'estranger, entre d'altres a París, Londres, Viena, Belgrad i Riga. A Bucarest era propietari del Bar Leșcenco al carrer Calea Victoriei. Arrestat el 1951, va ser enviat al canal Danubi-Mar Negra i va morir a l'hospital penitenciari de Târgu Ocna.

## Joventut
Piotr Lésxenko va néixer el 2 de juny de 1898 al poble d'Issàieve, prop d'Odessa, a la gubèrnia de Kherson, llavors part de l'Imperi Rus (ara part de l'óblast d'Odessa, Ucraïna) en una pobra i analfabeta família camperola ucraïnesa. En la seva primera infància, va cantar en un cor d'església i va aprendre a tocar la guitarra de 7 cordes.
Durant la Primera Guerra Mundial, la seva mare i el seu padrastre es van traslladar a Chişinău (gubèrnia de Bessaràbia), que més tard es va unir amb Romania (en l'actual Moldàvia). El 1915, als 17 anys, Petre es va inscriure a l'escola d'oficials de Chişinău. A l'any següent, fou enviat al front amb el rang d'oficial no comissionat. La Revolució de 1917 el troba a un hospital on va ser hospitalitzat després de ser ferit al front.Segons informes d'oficials de l'exèrcit blanc el 1919, Lésxenko hauria participat en la Guerra Civil Russa, al bàndol de les forces contrarrevolucionàries com a oficial en un regiment dels cosacs del Kuban. Després de la derrota de l'exèrcit blanc, hauria estat evacuat de Crimea i hauria fugit cap a l'illa de Rodes on s'hauria familiaritzat amb la música gitana. No hi ha proves que confirmin aquestes afirmacions.
La família de Petre Leșcenco romangué a Chișinău. El 1917 va néixer la seva germana Valentina, i el 1920 la seva segona germana, Ecaterina .

## Començament de la carrera musical
Ja amb la ciutadania romanesa com a resident de Bessaràbia, Leşcenco torna a Romania. Té una vida dura amb diverses activitats ocasionals: fuster, director coral a la catedral de Chişinău, cambrer i d'altres. Tocava la guitarra durant els descansos entre els passis dels cinemes "Orpheum" i "Suzana". Després entrà en contacte amb un grup de joves del teatre de Chișinău i estigué actiu en la promoció de nous balls de moda, incloent la Lezguinka que es ballava a les pauses del cinema "Orpheum". Posteriorment, Petre Leșcenco faria diverses gires a les ciutats de Bessarabia.
El 1925 Petre Leşcenco va marxar a París, on apareixia en un espectacle musical, tocant la balalaica. Després, vestit amb un abric cricassià, ballava un lezguinka amb una daga a les dents, que finalment llançava a terra. Aquesta actuació va tenir un èxit notable.Atès que desitjava millorar la seva tècnica de dansa, es va inscriure a l'escola de ballet de la ballarina Vera Trefilova, antiga solista del Teatre Mariïnski. Aquí coneix a Zinaida Zakit, una ballarina letona de Riga.

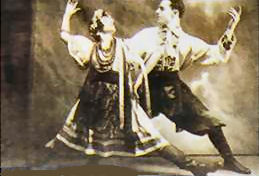
Petre Leşcenco ballant amb Zinaida Zakit el 1929

Petre Leşcenco forma amb Zinaida Zakit una parella de ball que apareix amb èxit en diversos restaurants parisencs, alternant els números de ball amb diferents cançons. Leşcenco no tenia una veu forta i, en un moment en què no hi havia micròfons, no podia arribar a l'audiència en una sala d'espectacles, però les seves interpretacions eren perfectes per als menjadors de restaurant, més minsos.
Al maig de 1926, un grup d'artistes polonesos que treballava en un restaurant a Cernăuţi va aconseguir un contracte teatral a Adana, Turquia i van demanar a Petre Leșcenco i Zinaida Zakit que els acompanyessin. De maig de 1926 a agost de 1928, la parella va fer una gira per Europa de l'Est i Orient Mitjà, passant per Istanbul, Adana, Esmirna, Beirut, Damasc, Alep, Atenes i Tessalònica. El 1927, a Esmirna, Petre Leșcenco es va casar amb Zinaida Zakit.
Després de la gira, Petre i Zinaida es van instal·lar a Chişinău i van actuar cada nit al restaurant "London" on tocava l'orquestra de jazz dirigida per Michael Weinstein.

## Període dels anys 1930
El final de l'any 1930 representa la fide la primera etapa de la carrera de Petre Leșcenco. La seva esposa Zinaida estava embarassada i el gener de 1931 va néixer el seu fill Igor Leșcenco. Com que no podia ballar, Petre Leșcenco decidí intentar desenvolupar la seva carrera com a cantant, i renunciar a la dansa.
A la part antiga de Riga hi ha una petita cafeteria anomenada "AT". De vegades hi tocava una petita orquestra, organitzada pel violinista Herbert Schmidt, i sovint hi participaven cantants i l'actor rus Vsévolod Orlov amb diversos esquetxos. La cafeteria era el lloc de trobada dels intel·lectuals de la ciutat, inclòs el compositor Oskars Stroks,compositor de tangos, romances, foxtrots i cançons. Lésxenko va cantar i va enregistrar les cançons del compositor: «Txórnie glaza», «Siniaia rapsódiia», «Skajite, potxemu» i altres tangos i romances. Va treballar amb altres compositors, en particular amb Mark Marianovski, autor de "Tatiana", "Miranda", "Nàstia-iagodka".
Stroks també li va ensenyar la tècnica necessària per a les seves actuacions com a solista. Mentre havia estat ballarí, les seves cançons curtes es basaven en la respiració curta, apropiada al cansament després de l'esforç realitzat durant la dansa. Oskars Stroks li va ensenyar la forma de respirar adequada per a un cantant, i com podia utilitzar la seva veu que tenia un segell agradable però que no tenia un volum molt gran.
L'actuació va ser molt apreciat i va ser el començament de l'èxit internacional de Lésxenko. Els espectacles de Riga mostraren que el gènere de Lésxenko era molt més adequat per als petits salons, cafeteries o restaurants que per a l'escenari. Les seves representacions en sales de cinema van generar molt menys entusiasme.
A l'estiu de 1931, el seu agent, Dugànov, va organitzar per a Leşcenco una sèrie de concerts a Liepāja, a tocar de la mar Bàltica. El programa va ser novament organitzat per O. Stroks. Lésxenko passà la temporada d'estiu amb la seva família, cantant al restaurant "Jurmala". La qüestió de la grandària de la sala en la qual va cantar va augmentar de nou aquesta vegada, els concerts que es van fer a la gran sala del Club Nàutic de Liepāja foren generalment poc apreciats. Després de tornar a Riga, va reprendre el seu treball en l'ambient que més li convenia: el de la cafeteria "AT".
El 1931 Leşcenco ja era prou conegut com per plantejar-se enregistrar discos amb les cançons que interpretava. Va començar de fet a Berlín amb la discogràfica Parlophone de Carl Lindström, on va enregistrar deu cançons en discos de 78 rpm-min, que incloïa tres cançons amb les seves pròpies lletres. El mateix any, Helmars Rudzitis va establir a Riga el segell discogràfic Bellaccord Electro. Per a aquest segell discogràfic Leşcenko feu discos amb les seves cançons d'èxit a la capital letona: Моё последнее танго́ ("El meu últim tango"), Скажите, почему ("Digues-me per què") i altres. Posteriorment, Leşcenco va signar un contracte amb una filial a Romania de la discogràfica Columbia Records, amb qui va enregistrar prop de 80 cançons. Després va gravar discos, també a Romania, amb Electrecord. Tot i la seva fluïdesa oral en rus, romanès, ucraïnès, francès, alemany i anglès, gairebé tots els seus enregistraments són de cançons en rus, tot i que les seves actuacions a Romania incloïen, amb més freqüència, algunes cançons cantades en romanès.
Gràcies als seus discos, Lésxenko esdevingué una celebritat en poc temps. Constantment enriquia el seu repertori amb obres dels compositors més coneguts d'aquest període, amb prioritat a l'Europa Central i Oriental, inclosa la Unió Soviètica: Oskars Stroks, Mark Marianovski, Claude Romano (Gheorghe Sbârcea), Efim Sclearov, G. Vilnov, Vladislav Okolo-Kulak (Sașa Vladi), Artur Gold, J. Peterburgski, Ernst Hönigsberg, Issaak Dunaievski, Dmitri Pokrass, Iuli Khait, tot i que sovint amb els seus propis arranjaments musicals. Estava acompanyat per algunes de les millors orquestres europees: els germans Hönigsberg, Herbert Schmidt, Nicolae Cereșni i altres.
El 1932, els cònjuges Lésxenko tornen per última vegada a Chișinău on Petre Leșcenco fa dues actuacions. Després, es trasllada amb els seus pares i germanes a Bucarest, on se sentia millor que a Riga, on, com que no parlava letó, a excepció dels seus contactes amb la comunitat d'exiliats russos, necessitava un traductor.
El 1933 fundà l'empresa „Gheruțchi, Cavur și Leșcenco”, que va obrir, al carrer Brezoianu núm. 7 de Bucarest, un petit restaurant-cafeteria anomenat "Căsuța noastră" ("Caseta nostra"). El capital necessari va ser subministrat per Gheruțchi, que rebia els convidats a l'entrada. Cavur era un xef experimentat a la cuina. Petre Leşcenco era responsable del programa artístic. Alexandru Alfimov, padrí de Lésxenko, estava a càrrec del guarda-roba.
No obstant això, Petre Leșcenco no renuncià a les seves gires. El 1933, Petre Leșcenco és contractat per Mark I. Garapic, propietari del cabaret "Русская семья" (Família russa)de Belgrad, per cantar en aquesta localitat. El contracte es va concloure amb condicions particularment avantatjoses per a Lésxenko, amb uns honoraris de 15 dòlars per nit. Aquesta gira no va ser un èxit, ja que el números de Leşcenco no quadraven amb els de la soprano estoniana Voskresenskaia amb la qual va ser acoblat i el contracte va acabar després de dotze dies. No obstant això, durant la seva estada a Belgrad, Lésxenko va ser convidat a cantar en una festa familiar del rei Alexandre I de Iugoslàvia Karađorđević. Després va anar a Viena on actuà en una sèrie d'espectacles. A la fi de 1933 va donar concerts a Riga, Letònia, així com als països veïns de Lituània i Estònia.

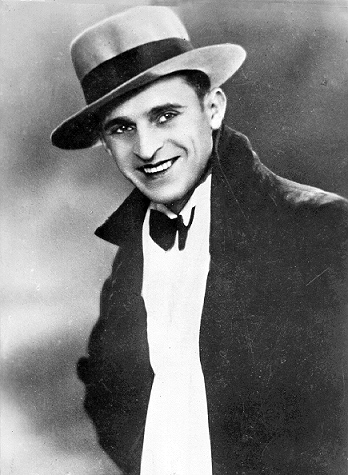
Petre Leșcenco durant un espectacle l'any 1935

El 1934, Petre Leşcenco va partir cap a Londres. Actua a diverses emissions de la BBC, als restaurants i salons aristocràtics més cars de Londres. A la "Pensió Russa" després del sopar tocava la guitarra acompanyat del príncep Fèliks Iussúpov. A més, no refusà de participar en programes de caritat fins i tot en els dies en què tenia concert. En quatre mesos feu 90 concerts. A Bucarest, el rei Carles II el va convidar repetidament a cantar al palau.
El 1935, amb el capital obtingut per l'explotació del seu restaurant, Petre Leșcenco va obrir un nou restaurant de luxe, "Barul Lescenco", a la Calea Victoriei. El restaurant era freqüentat tant per persones de l'emigració russa com per l'elit de la societat de Bucarest. Al restaurant, tocava una gran orquestra i ballaven les dues germanes, Valentina i Ecaterina, a les quals Zinaida Zakit havia instruït. No obstant això, la part important de l'actuació del "Barul Lescenco" era el programa de Petre Lescenco.Entre les celebracions que van tenir lloc en aquest bar, mereix fer una menció especial al sopar celebrat el 7 de febrer de 1937, en honor de Fiódor Xaliapin, amb motiu de la seva visita a Bucarest.
Després de l'obertura del seu bar, el nombre de visites d'estrangers es va reduir, en part a causa de les tensions del període anterior a la Segona Guerra Mundial.
El 1938 Petre Leșcenco i Zinaida van arribar per última vegada a Riga on Leșcenco va fer el seu últim concert a Letònia, acompanyat per l'orquestra dirigida per Herbert Schmidt. El 1940 va fer els seus últims concerts a París, i aconseguí amb moltes dificultats tornar al seu país, i continuar canant al seu restaurant.

## Període de la Segona Guerra Mundial
El 1940, Romania es va veure involucrada en els esdeveniments internacionals relacionats amb la Segona Guerra Mundial. La captura de Bessaràbia, Bucovina del Nord i Transsilvània del Nord, seguida de la guerra a Romania el 1941, va canviar per complet la vida de Piotr Lésxenko.
A l'octubre de 1941, Piotr Lésxenko va rebre una ordre de concentració per presentar-se al XVI Regiment d'Infanteria de Fălticeni, on va ser assignat. Tenint en compte la seva nacionalitat russa, no volia lluitar contra els seus compatriotes i s'hi va sostreure amb diversos pretextos, i continuà els seus concerts al seu restaurant. Es va presentar a Falticeni només després de tres avisos, i fou jutjat per un tribunal militar per deserció. En ser un artista, va ser mobilitzat in situ, i fou advertit que, en el cas d'una nova ordre de concentració, la manca d'assistència tindria conseqüències molt més greus.
Al desembre de 1941, després que les tropes romaneses conquerissin Odessa, Víktor Seliavin, el director de l'òpera d'Odessa, va convidar Leşcenco a fer una sèrie de concerts.S'hi va negar a causa del possible retorn al regiment. El gener de 1942, Seliavin va dir que la data dels concerts s'havia ajornat indefinidament, però, no obstant això, es van vendre totes les entrades. Al març de 1942, Lésxenko va rebre el permís de Gheorghe Alexianu, governador de Transnístria, per fer la seva gira, i arribà a Odessa l'abril del mateix any. A petició de les autoritats romaneses, els seus concerts havien d'incloure cançons interpretades en romanès.
Durant els assajos va conèixer Vera Beloússova. Vera era la filla de Guiorgui Beloússov, un funcionari de l'NKVD, que s'havia enrolat com a voluntari a l'Exèrcit Roig al començament de la guerra. Vera tenia 19 anys, i era 25 anys més jove que Piotr Lésxenko. Era estudiant al Conservatori d'Odessa, i cantava en un cinema acompanyada de l'acordió. Era molt formosa i tenia una veu molt agradable. Piotr Lésxenko s'hi va enamorar immediatament.
A causa dels lligams amb Vera Beloússova, Piotr Lésxenko va tornar regularment a Odessa i li va demanar que es casés amb ell. Les seves relacions amb la seva dona, Zinaida Zaklt, es refredaren i degeneraren en escàndols. En rebre una nova ordre de concentració, a l'abril de 1943, va aconseguir escapar-se amb l'ajuda d'un cirurgià amic, fent-se hospitalitzar durant 10 dies per una operació d'apendicitis que no necessitava. Després obtingué un permís de convalescència de 25 dies. Mentrestant, la sortida del seu regiment a Kertx, a Crimea, es va ajornar i PPiotr Lésxenko va aconseguir obtenir una assignació a un grup artístic de l'exèrcit romanès. Finalment, a l'octubre de 1943, quan no tenia cap altra sortida, es va veure obligat a anar a Kertx, on, atesa la seva experiència de restaurant, se li va encomanar la tasca de xef dels oficials. Es queda a Kertx fins al març de 1944, quan el seu regiment és retirat de Crimea. Aconsegueix sortir, però en lloc de tornar a Bucarest, va a Odessa. Aquí es troba el rumor que, a causa de l'afiliació a l'NKVD de Gueorgui Beloússov, tota la seva família havia de ser deportada a Alemanya. Piotr Lésxenko aconsegueix salvar tant a la seva promesa, com a la seva mare i els seus germans i pot sortir amb ells a Bucarest. L'abril del 1944, van començar els bombardejos de Bucarest i el restaurant de Lésxenko va quedar destruït. Al maig de 1944, Petre arriba a transcriure el seu divorci amb Zinaida Zakit i es casa amb Vera Beloússova, que obté així la ciutadania romanesa.

## Anys de postguerra
Després de l'entrada de les tropes soviètiques a Bucarest el 31 d'agost de 1944, Piotr Lésxenko començà a fer concerts per a les tropes soviètiques. No obstant això, els seus primers concerts van ser rebuts amb molta fredor pels espectadors soviètics, fet que va afligir profundament Lésxenko. Atès que era considerat un artista decadent, sembla que els activistes polítics havien donat instruccions clares que no se'l podia aplaudir. L'atmosfera va canviar després dels concerts de Lésxenko amb la presència dels mariscals Gueorgui Júkov i Ivan Kóniev, que quedaren molt impressionats per les representacions.
D'altra banda, els discos amb les seves cançons eren comprats en gran nombre pels oficials de l'Exèrcit Roig que eren a Romania. Lésxenko es va convertir en el protegit del general Ivan Nikolàievitx Burenin, comandant de la guarnició de Bucarest de l'exèrcit soviètic. En un període de tres anys, va oferir més d'un centenar de concerts per a l'exèrcit soviètic, en sales de concerts, casernes o hospitals. El seu repertori va canviar, va renunciar al tango i els foxrotrots que li havien donat fama i van començar a cantar més romances i cançons populars de Rússia, la majoria d'aquestes cançons tristes.
La família de la seva esposa va tornar a Odessa. Després de la guerra, Gueorgui Beloússov va tornar a casa molt malalt. Molt insatisfet amb el matrimoni de la seva filla, es va negar a entrar en contacte amb ella i va prohibir que altres membres de la família es mantinguessin en contacte amb ella.
Des del 1948, Piotr Lésxenko va cantar en diversos restaurants i cinemes a Bucarest, de vegades amb la seva dona. També va fer actuacions en diversos cinemes a Bucarest i província. No obstant això, durant l'ocupació soviètica, l'audiència romanesa va apreciar menys les actuacions de la música russa. Tot que molts dels seus amics havien aconseguit abandonar Romania, Piotr Lésxenko es va negar categòricament a seguir el consell dels seus amics i fugir cap a Occident. Però hi havia indicis que la situació de la família Lésxenko havia esdevingut perillosa: a la seva esposa li va ser retirada la seva ciutadania romanesa i se la va considerar una resident estrangera a Romania. Com que havia viscut a l'URSS, Vera era més conscient del perill de la seva situació, però no tenia intenció de anar-se'n sola sense Petre. Encara que, després de les primeres reunions amb els representants soviètics, Lésxenko havia declarat categòricament que no tenia la intenció d'establir-se a la Unió Soviètica, més tard va canviar d'opinió. Els esdeveniments van precipitar-se després de manera inesperada: Piotr Lésxenko, en considerar-se rus, va escriure a Ióssif Stalin per demanar-li la seva ciutadania soviètica i el dret a tornar a l'URSS. La motivació d'aquest enfocament és difícil de determinar, atès que se li va dir directament que la seva esposa Vera era considerada una traïdora a la Unió Soviètica.
Al març de 1951 va rebre una resposta favorable a la seva sol·licitud de repatriació. Uns dies després, al final d'un concert a Brașov el 26 de març de 1951, va ser arrestat pels òrgans de seguretat estatals de Romania, aparentment a petició de les autoritats soviètiques. Vera Lésxenko va rebre només pocs dies abans l'avís que el seu permís de residència a Romania expirava el 31 de desembre de 1951.
Vera Lésxenko va decidir apel·lar al general Burenin, que no era només un admirador de Piotr Lésxenko sinó que sovint havia estat també el seu convidat moltes vegades. Vera va anar a Burenin amb Valentina, germana de Piotr Lésxenko. El general els va rebre amb gran amabilitat. Semblava sorprès per la notícia de l'arrest i els va assegurar que s'hi interessaria i faria tot el possible per alliberar Piotr. Va prometre també informar-los per telèfon dels resultats de les seves iniciatives. Va ser només després d'haver constatat que mai no rebria la telefonada promesa que es va adonar que l'arrest de Piotr Lésxenko només havia estat possible amb la plena cooperació de les autoritats soviètiques.
Amb l'esperança que Piotr Lésxenko fos alliberat aviat, ella va signar un contracte per cantar al restaurant "Mon Jardin" de la Calea Dorobanti a Bucarest, on tocava una orquestra de músics de Bessarabia, ignorant els consells per sortir de la capital.
Immediatament després de l'arrest, Piotr Lésxenko fou engarjolat a una presó de Bucarest, després va ser enviat al canal Danubi-Mar Negra. Després de nou mesos, Piotr Lésxenko va aconseguir obtenir el permís per veure'l al locutori. Va ser l'última vegada que els dos esposos es van veure.
Poc després Vera Lésxenko va ser arrestada. Va ser portat a la Unió Soviètica, i el 5 d'agost de 1952, el tribunal de Dnipropetrovsk la va condemnar a mort per traïció i per casar-se amb un ciutadà estranger sense el permís de les autoritats soviètiques. El càstig es va commutar a vint-i-cinc anys de presó. Va ser enviada al camp Ivdel·lag prop de la ciutat d'Ívdel, óblast de Sverdlovsk, a 525 km al nord de Iekaterinburg. Vera Lésxenko va ser alliberada el 12 de juliol de 1954.
Petre Leșcenco morí el 16 de juliol del 1954 a l'hospital penitenciari de Târgu Ocna. Existeixen diverses versions de la seva mort: segons una d'elles, la seva mort va ser causada per intoxicació deguda al consum d'aliments en mal estat, segons una altra per una perforació causada per una úlcera. Finalment, segons uns quants testimonis, va ser colpejat fins a la mort pels guàrdies de la presó perquè es va negar a cantar per a ells. El lloc de l'enterrament és desconegut.
Vera Lésxenko va intentar en va, i per molts anys, conèixer el destí del seu marit. Només va aconseguir esbrinar que va morir sense més detalls. Fins i tot després del derrocament del règim comunista a Romania el 1989, les autoritats romaneses no van proporcionar la informació requerida. Va viure tota la seva vida amb la memòria dels seus vuit anys des que havia estat casada amb Petre Leșcenco abans de ser detinguda. El 2009 va aconseguir publicar un volum sobre Petre Leșcenco. Vera Leşcenco va morir poc després de l'aparició d'aquest volum el 18 de desembre de 2009 a Moscou.

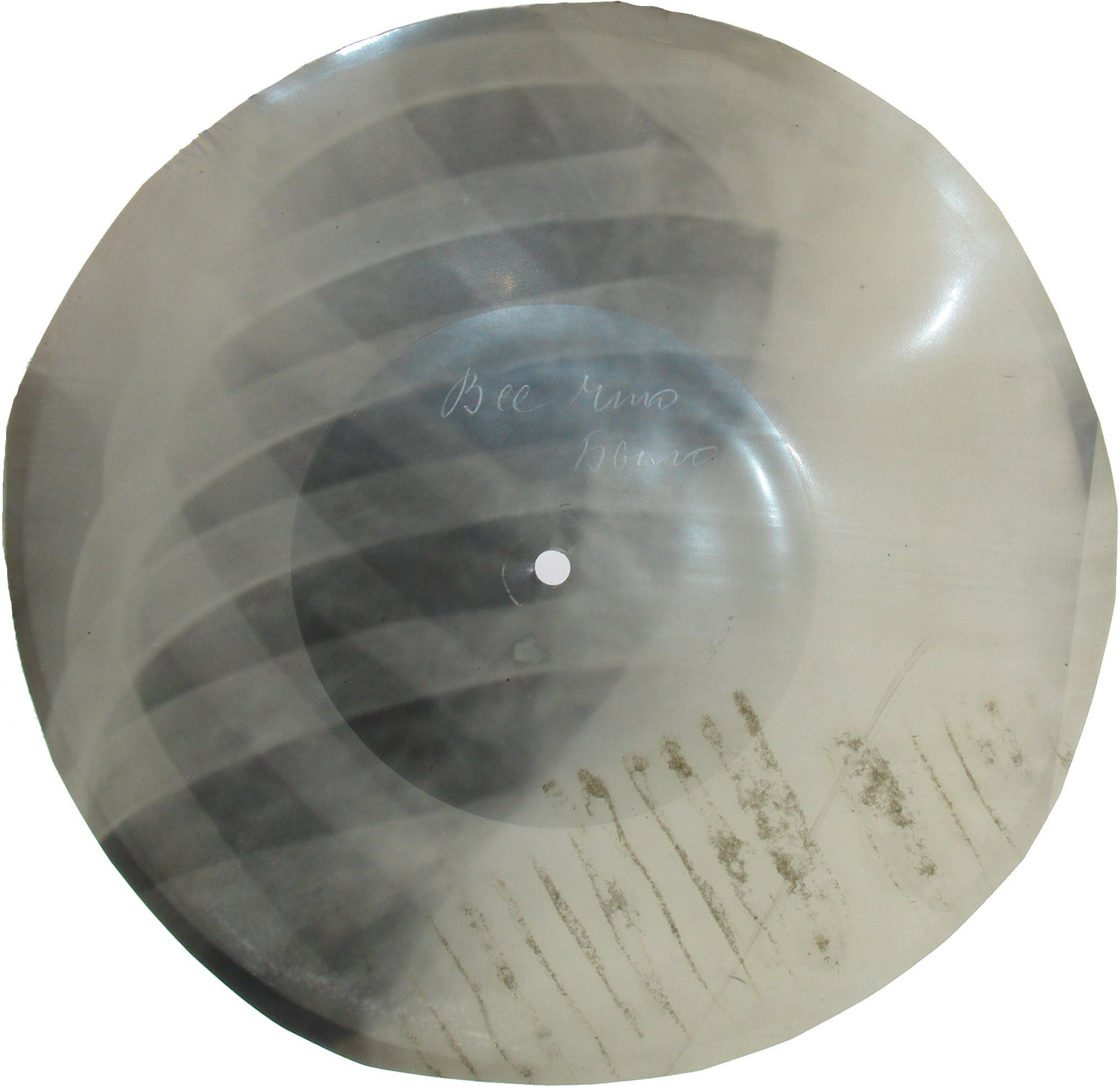
Disc amb la cançó Всё что было ("Tot el que ha succeït") Interpretat per Piotr Lésxenko. El disc es va fabricar clandestinament a la Unió Soviètica en plaques radiogràfiques. La imatge de la radiografia es pot veure al disc

## La difusió dels discos de Lésxenko a la Unió Soviètica
En ser considerat un emigrant, la música de Piotr Lésxenko estava prohibida a la Unió Soviètica, i els seus enregistraments no es podien obtenir per via comercial. Tot i que algunes de les seves cançons havien estat escrites per compositors soviètics, com ara Issaak Dunaievski, el seu mode d'interpretació va ser declarat decadent per les autoritats soviètiques i els cantants de l'URSS que el van tractar d'emular, van ser criticats i acusats de "repetir els sorolls vergonyosos de Lésxenko".
Entre els que es van criticar hi havia també artistes famosos de la Unió Soviètica, incloent Klàvdia Xuljenko. No obstant això, les emissores de ràdio en països veïns, incloent Riga, Hèlsinki, Teheran i altres emetien regularment en rus i incloïen, a les seves emissions, moltes de les cançons de Lésxenko. L'operador de ràdio Ernst Krénkel, que treballava en un complex d'investigació polar dirigit per Ivan Papanin, informà que el 1937 va escoltar les cançons "Musenka rodnaiana" i "Blini", retransmeses per l'estació de ràdio de Reykjavik. Les seves cançons van ser gravades clandestinament en plaques radiogràfiques i venudes sota mà. Durant la Segona Guerra Mundial, els discos de Lésxenko eren amagats i enterrats juntament amb altres possessions.
Això va provocar algunes falsificacions. Així, en els anys de la postguerra, l'orquestra de jazz de Moscou, dirigida per Nikolai Markov, va establir tota una indústria discogràfica clandestina que interpretava cançons de Lésxenko. Els discos es van comercialitzar clandestinament a la RSFSR, RSS d'Ucraïna i RSS de Moldàvia. Un disc venut amb gran èxit incloïa la cançó Juravli que Lésxenko mai no va cantar.Fins i tot a principis dels anys 60, es podien comprar còpies dels discos de Lésxenko copiats a plaques radiogràfiques. Personalitats de la nomenclatura del PCUS van encarregar a la fàbrica de discos Aprelevka discos amb cançons de Leschenco per al seu ús personal.
Des dels anys 70, l'obra de Piotr Lésxenko ha estat reconsiderada. S'han produït nous discos amb tots els antics enregistraments que encara existeixen, i s'han publicat moltes biografies de l'artista.